# إروين فاجنهوفر
إروين فاجنهوفر (بالألمانية: Erwin Wagenhofer) (و. 1961  م) هو مخرج أفلام، وكاتب سيناريو، وأستاذ جامعي، ومصور سينمائي نمساوي.

## وصلات خارجية
- إروين فاجنهوفر على موقع IMDb (الإنجليزية)
- إروين فاجنهوفر على موقع مونزينجر (الألمانية)
- إروين فاجنهوفر على موقع قاعدة بيانات الأفلام العربية
- إروين فاجنهوفر على موقع ألو سيني (الفرنسية)
- إروين فاجنهوفر على موقع أول موفي (الإنجليزية)
- إروين فاجنهوفر على موقع قاعدة بيانات الأفلام السويدية (السويدية)
- إروين فاجنهوفر على موقع قاعدة بيانات الفيلم (الإنجليزية)
- إروين فاجنهوفر على موقع كينوبويسك (الروسية)